# Nikola Kallay
Nikola Kallay (Zagreb, 5. rujna 1942. – Zagreb, 20. travnja 2015.), hrvatski kemičar, član Predsjedništva Hrvatske akademije znanosti i umjetnosti i professor emeritus Sveučilišta u Zagrebu.

## Životopisi
Akademik Nikola Kallay rodio se 5. rujna 1942. godine u Zagrebu, gdje je završio srednju školu i 1967. diplomirao na Kemijsko-tehnološkom fakultetu Sveučilišta u Zagrebu. 
Magistrirao je 1972. na Prirodoslovno-matematičkom fakultetu, gdje je 1973. doktorirao. Od 1969. radio je kao asistent kod profesora Bože Težaka, a od 1978. kao znanstveni suradnik na Institutu za fizikalnu kemiju (kasnije Institut za kemiju) na PMF-u, gdje je u doba integriranja Instituta u Sveučilište 1977./78. obavljao dužnost direktora. Od 1978. radi u Fizičko-kemijskom zavodu Kemijskog odsjeka PMF-a kao znanstveni suradnik i naslovni docent, od 1982. kao viši znanstveni suradnik, od 1984. kao znanstveni savjetnik, a 1988. izabran je u zvanje redovitog profesora. Bio je prodekan PMF-a (1982.), pročelnik Kemijskog odsjeka PMF (2001. – 2005.) te predstojnik Zavoda za fizikalnu kemiju. Professor emeritus Sveučilišta u Zagrebu postao je 2013. 
Za člana suradnika HAZU izabran je 2006., a za redovitog člana 2008. Od 1. siječnja 2015. bio je član Predsjedništva HAZU kao predstavnik Razreda za matematičke, fizičke i kemijske znanosti.
Kao znanstveni suradnik boravio je 1980./81. na Clarkson University u Potsdamu u SAD-u, gdje je od 1983. do 1991. po tri mjeseca godišnje djelovao kao gostujući profesor. 
Djelatnost akademika Nikole Kallaya obuhvaćala je nastavni rad, unapređenje obrazovanja, rad na fizikalnim veličinama i jedinicama te znanstveni rad u području fizikalne kemije koloida i međupovršina.
Predavao je fizikalnu i koloidnu kemiju na dodiplomskom studiju PMF-a, uređivao praktikume iz fizikalne kemije i bio voditelj poslijediplomskog studija fizikalne kemije. Znanstveni rad akademika Kallaya karakteriziralo je uvođenje novih eksperimentalnih metoda i teorijskih pristupa te razvoj interpretacije mjerenja. Bavio se električnim međuslojem, adsorpcijom, agregacijom i koloidnom stabilnosti, adhezijom, površinski aktivnim tvarima, kristalnim rastom i otapanjem, otopinama elektrolita te primjenom.
Opus akademika Kallaya broji tri znanstvene monografije, devet poglavlja u znanstvenim monografijama, sedam udžbenika, preko sto trideset znanstvenih radova u renomiranim međunarodnim časopisima, tridesetak stručnih radova i dvadesetak članaka vezanih uz struku. S preko dvije tisuće citata, jedan je od najcitiranijih hrvatskih kemičara. Od 2005. bio je glavni urednik časopisa Croatica Chemica Acta.

## Nagrade i priznanja
Akademik Kallay bio je član brojnih domaćih i međunarodnih strukovnih udruženja, među njima i Hrvatskog kemijskog društva kojem je bio predsjednik od 1994. do 1996. Dobitnik je Državne nagrade za znanstveni rad Ruđer Bošković (1992.), Nagrade Hrvatske akademije znanosti i umjetnosti (1999.), Nagrade Grada Zagreba za znanstvena postignuća (2000.) i Priznanja za razvoj Prirodoslovno-matematičkog fakulteta (2006.). 

## Vanjske poveznice
- Nikola Kallay  Arhivirana inačica izvorne stranice od 4. ožujka 2016. (Wayback Machine)